# 弥生生活協同組合
弥生生活協同組合（やよいせいかつきょうどうくみあい）は、北海道三笠市弥生地区で店舗等を展開していた生活協同組合の組織。元々、弥生炭鉱の職域生協の位置づけであったが、炭鉱閉山後に地域生活を守るため、地域生協となった。市内には生協組織が多くあり、他の生協は合併し三笠市民生活協同組合を設立したが2003年6月に自己破産した。その後も三笠市にある唯一の生協組織として地域の生活を支えてきたが、2007年12月に破産した。

## 沿革
- 2007年12月 破産

## 店舗・事業
- 主要店舗
  - 本店（建物差し押え中）
  - 桜木店（閉店、解体。跡地は道道の道路用地の一部となっている）
  - 双葉店（閉店、解体）

- 美容室

- 事業等
  - 共同購入
  - 共済事業取扱